# Elva (Estonia)
Elva (in tedesco Elwa) è una città dell'Estonia meridionale, nella contea di Tartumaa.

## Monumenti e luoghi d'interesse

### Lago di Elva
La città situata sul piccolo lago di Elva, frequentata località turistica.